# McLaren P1
McLaren P1 — английский суперкар с гибридным двигателем, преемник McLaren F1, который производила компания McLaren Automotive. Первую информацию о следующем поколении F1 (тогда ещё не было известно о новом имени) компания объявила в октябре 2011 года, когда начались его тесты. В феврале следующего года стало известно, что автомобиль будет гибридным, также стали известны данные о его двигателе. Затем, в апреле, стало известно о ещё нескольких сведениях. В июле опубликовалась дополнительная информация о двигателе, а в сентябре — появились первые тизеры гиперкара. В сентябре, на Парижском автосалоне был представлен концепт автомобиля, носивший имя P1. В январе 2013 года готовый автомобиль представили на закрытой презентации в Беверли-Хиллз. На Женевском автосалоне в марте 2013 состоялась мировая премьера окончательной версии автомобиля. Продажи начались в октябре 2013 года по цене около миллиона евро. Всего с 2013 по 2015 г. было произведено 375 автомобилей.

## Шасси и подвеска
Шасси P1 состоит из углепластика и весит 100 кг. Кузов автомобиля разрабатывался гоночным подразделением компании — Vodafone McLaren Mercedes — на основе конструкции McLaren MP4-12C, он имеет активное антикрыло, аналогичное DRS у гоночных автомобилей, способное увеличивать коэффициент аэродинамического сопротивления на 23 % при торможении или специальном активировании. Также оно может изменять свою высоту со 120 до 300 мм, увеличивая при этом угол атаки до 29 градусов и соответственно прижимную силу до 600 килограммов при 300 км/ч. Активная подвеска, регулирующая коэффициент жёсткости, высоту и степень крена, имеет гидравлическую систему RaceActive Chassis Control, следящую за каждым колесом отдельно, а также стабилизаторы поперечной устойчивости. Она имеет 3 режима высоты, из-за чего автомобиль может изменять свой дорожный просвет. Карбоно-керамические тормоза для автомобиля разрабатывала компания Akebono, а хорошее замедление обеспечивают покрышки Pirelli P Zero Corsa.
- Размерность колёс — 19' спереди, 20' сзади
- Рулевое управление — электро-гидроусилитель
- Передние тормоза — 391 мм
- Задние тормоза — 381 мм

## Двигатель и трансмиссия
Автомобиль оснащается гибридной установкой из 3,8-литрового битурбобензинового двигателя массой около 200 кг, электромотора и блока аккумуляторных батарей, расположенных позади салона. На батареях, масса которых составляет 96 килограммов, P1 может проехать до 10 километров. Кроме того, электромотор имеет системы рекуперативного торможения KERS, подзаряжающую батареи, и Instant Power Assist, позволяющую получить всю мощность электродвигателя мгновенно. Для обычной зарядки аккумуляторов через обычную розетку нужно 2 часа, а на специальных станциях большую часть заряда можно получить уже через 10 минут подзарядки.
В качестве трансмиссии используется 7-ступенчатая роботизированная коробка передач.
- Разгон до 100 км/ч — 2,8 с
- Разгон до 200 км/ч — 6,8 с
- Разгон до 300 км/ч — 16,5 с

## Оснащение
Для максимального снижения веса интерьер P1 лишён шумоизоляции и изготовлен из углеволокна. Сиденья расположены как можно ближе к друг другу для большей концентрации массы, регулировки их расположения задаются заранее и впоследствии могут быть изменены только у дилера. Информацию водитель получает от трёх TFT-дисплеев — один 6,8-дюймовый посередине и 2 поменьше слегка позади. Из систем безопасности автомобиль имеет электронный контроль устойчивости и систему контроля тяги.
В отличие от предшественника, P1 имеет 2 сидения, а не три, а разгон до 300 км/ч он выполняет на 5 секунд быстрее; концепт автомобиля почти не отличался от серийной версии. Светодиодные фары автомобиля выполнены в виде значка компании. Кроме того, автомобиль имеет небольшой багажник спереди.

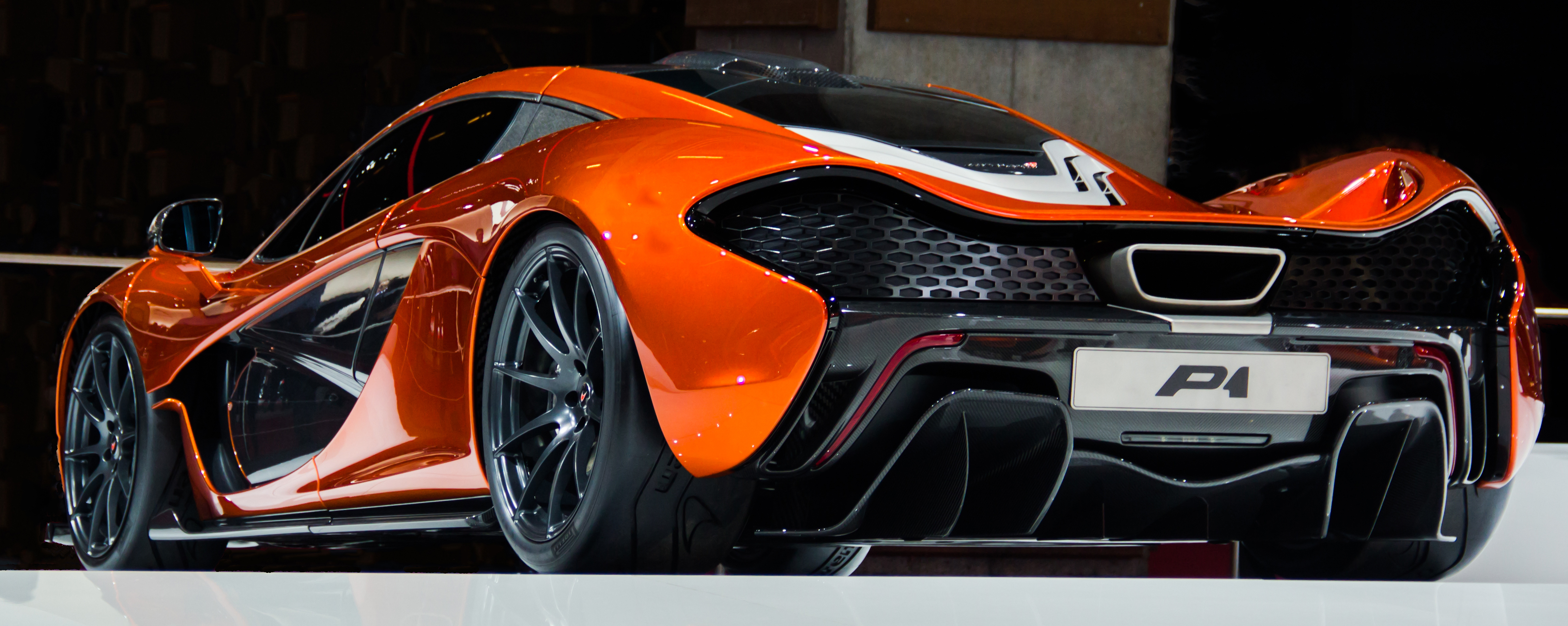
Вид сзади
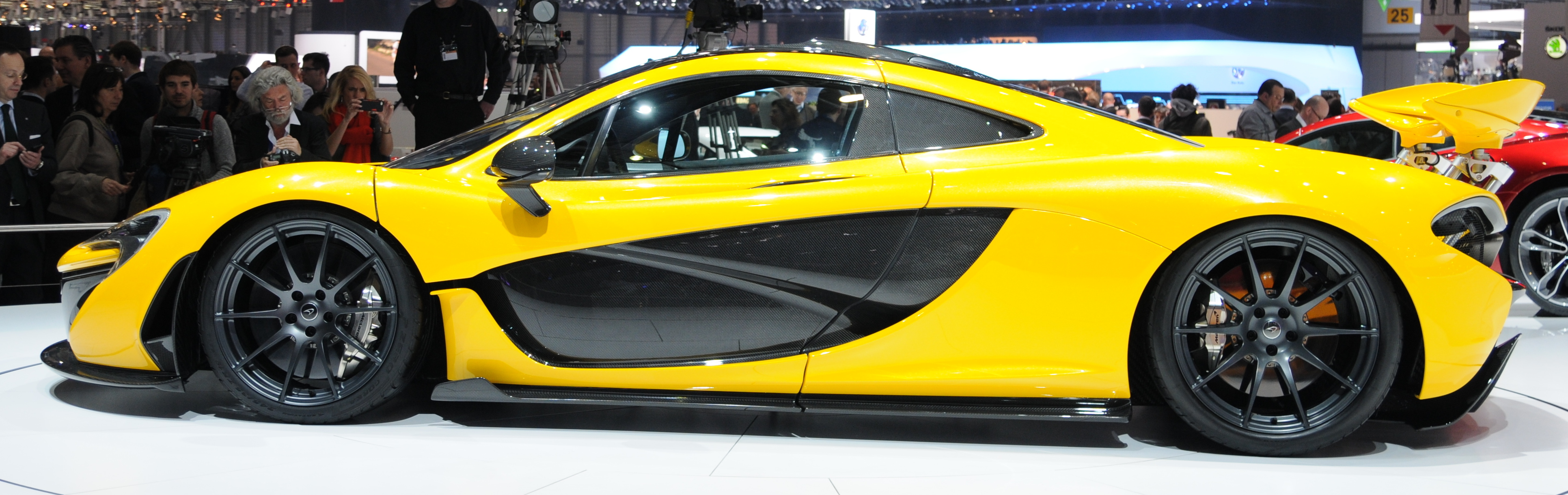
Вид сбоку
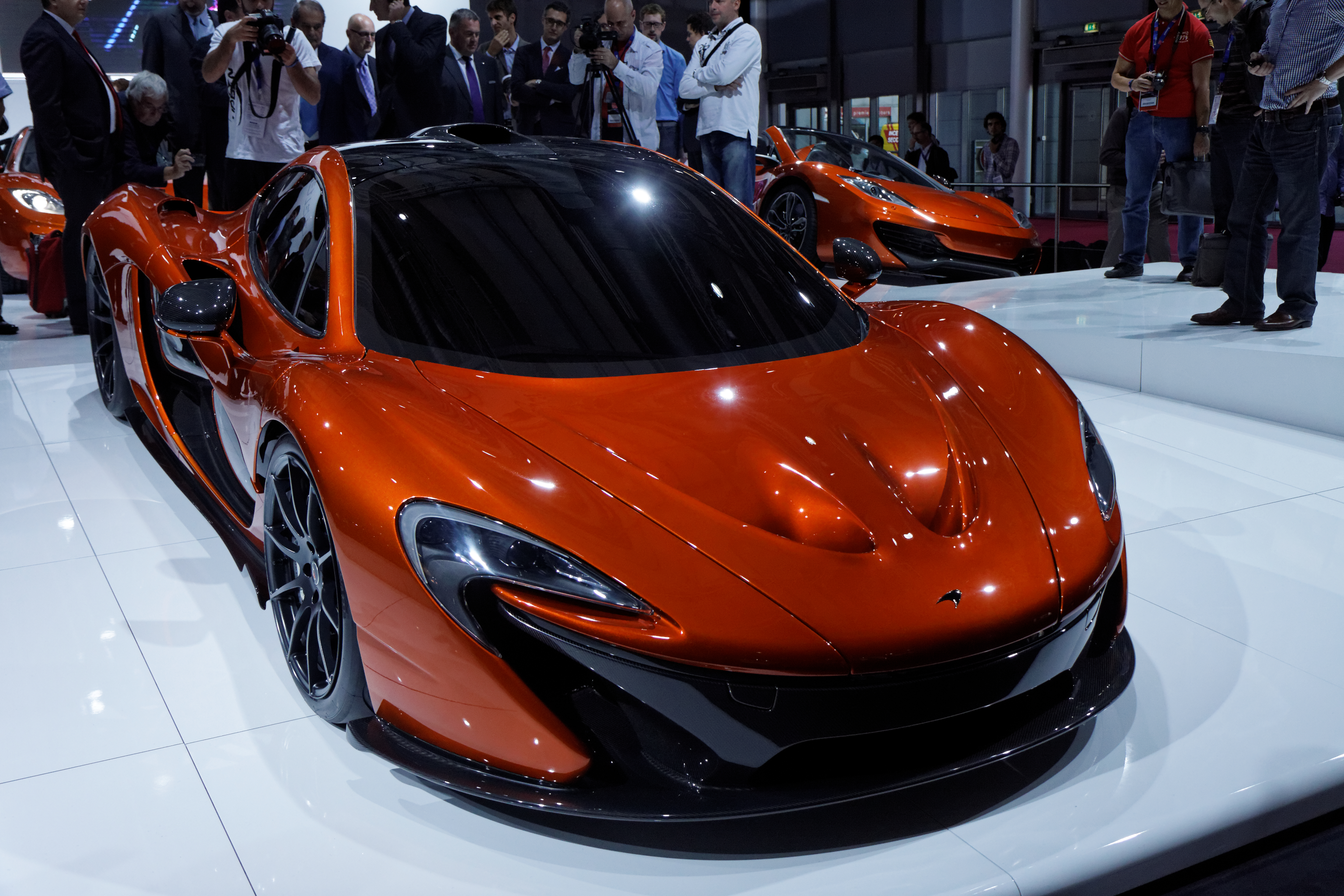
Концепт-кар P1